# Saint-Hilaire-de-Court
Saint-Hilaire-de-Court est une commune française située dans le département du Cher en région Centre-Val de Loire.

### Localisation

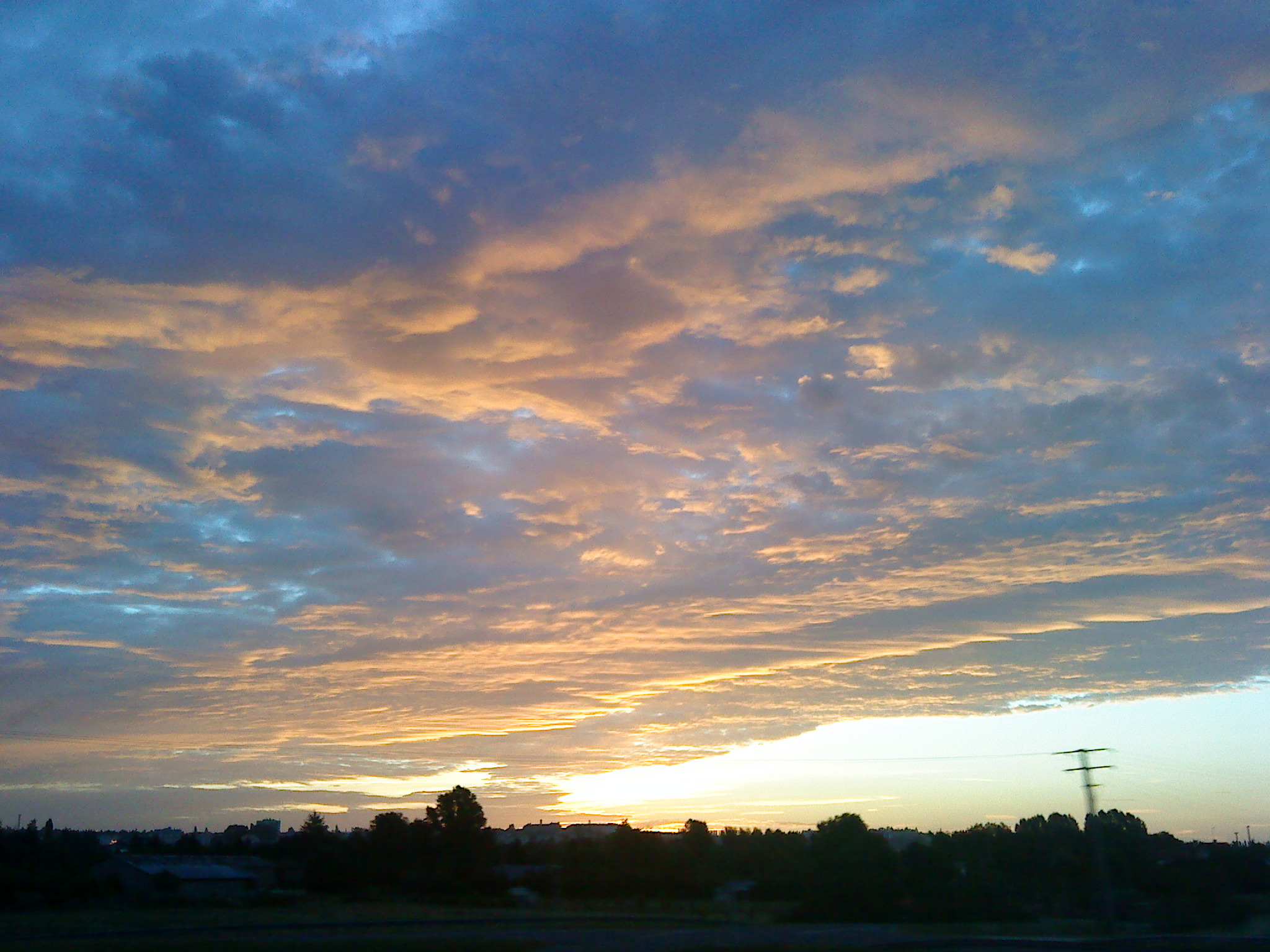
Lever de soleil au-dessus du village.

## Géographie

### Communes limitrophes
Les communes limitrophes sont  Massay, Méreau, Méry-sur-Cher, Saint-Georges-sur-la-Prée et Vierzon.

### Hydrographie
Le territoire communal est limité au nord par le lit de la rivière Arnon, affluent du Cher et donc sous-affluent de la Loire.
Plusieurs ruisseaux s'y jettent.

### Climat
Pour des articles plus généraux, voir Climat du Centre-Val de Loire et Climat du Cher.
En 2010, le climat de la commune est de type climat océanique dégradé des plaines du Centre et du Nord, selon une étude du CNRS s'appuyant sur une série de données couvrant la période 1971-2000. En 2020, Météo-France publie une typologie des climats de la France métropolitaine dans laquelle la commune est exposée à un climat océanique altéré et est dans la région climatique Centre et contreforts nord du Massif Central, caractérisée par un air sec en été et un bon ensoleillement.
Pour la période 1971-2000, la température annuelle moyenne est de 11,5 °C, avec une amplitude thermique annuelle de 15,1 °C. Le cumul annuel moyen de précipitations est de 710 mm, avec 11,1 jours de précipitations en janvier et 7 jours en juillet. Pour la période 1991-2020, la température moyenne annuelle observée sur la station météorologique la plus proche, située sur la commune de Vierzon à 4 km à vol d'oiseau, est de 12,2 °C et le cumul annuel moyen de précipitations est de 745,6 mm,. Pour l'avenir, les paramètres climatiques de la commune estimés pour 2050 selon différents scénarios d'émission de gaz à effet de serre sont consultables sur un site dédié publié par Météo-France en novembre 2022.
| Mois                                  | jan.             | fév.           | mars           | avril         | mai             | juin           | jui.          | août           | sep.           | oct.            | nov.           | déc.            | année      |
| ------------------------------------- | ---------------- | -------------- | -------------- | ------------- | --------------- | -------------- | ------------- | -------------- | -------------- | --------------- | -------------- | --------------- | ---------- |
| Température minimale moyenne (°C)     | 1,2              | 0,8            | 2,9            | 4,9           | 8,7             | 12             | 13,7          | 13,4           | 10,1           | 7,7             | 3,9            | 1,6             | 6,7        |
| Température moyenne (°C)              | 4,5              | 5,1            | 8,5            | 11,3          | 15,2            | 18,7           | 20,8          | 20,6           | 16,7           | 12,7            | 7,7            | 4,8             | 12,2       |
| Température maximale moyenne (°C)     | 7,7              | 9,5            | 14,1           | 17,7          | 21,6            | 25,4           | 27,9          | 27,8           | 23,3           | 17,7            | 11,5           | 8               | 17,7       |
| Record de froid (°C) date du record   | −19,5 17.01.1985 | −15 10.02.1986 | −11,7 01.03.05 | −6 04.04.22   | −2,4 07.05.1979 | 1,5 05.06.1991 | 4 04.07.1984  | 1,3 09.08.1967 | 0,3 11.09.1972 | −5,4 30.10.1997 | −12 23.11.1993 | −14 30.12.1985  | −19,5 1985 |
| Record de chaleur (°C) date du record | 17,7 13.01.1998  | 24,5 27.02.19  | 27,1 30.03.17  | 31,4 21.04.18 | 35,4 28.05.17   | 42,3 29.06.19  | 44,4 25.07.19 | 42,4 06.08.03  | 37 13.09.16    | 32,8 02.10.23   | 22,9 07.11.15  | 19,4 16.12.1989 | 44,4 2019  |
| Précipitations (mm)                   | 61,6             | 49,5           | 50,3           | 66,5          | 76,4            | 51,8           | 62,6          | 57,3           | 61,8           | 71              | 67,1           | 69,7            | 745,6      |

## Urbanisme

### Typologie
Au 1er janvier 2024, Saint-Hilaire-de-Court est catégorisée bourg rural, selon la nouvelle grille communale de densité à 7 niveaux définie par l'Insee en 2022.
Elle appartient à l'unité urbaine de Vierzon, une agglomération intra-départementale dont elle est une commune de la banlieue,. Par ailleurs la commune fait partie de l'aire d'attraction de Vierzon, dont elle est une commune de la couronne,. Cette aire, qui regroupe 20 communes, est catégorisée dans les aires de moins de 50 000 habitants,.

### Occupation des sols

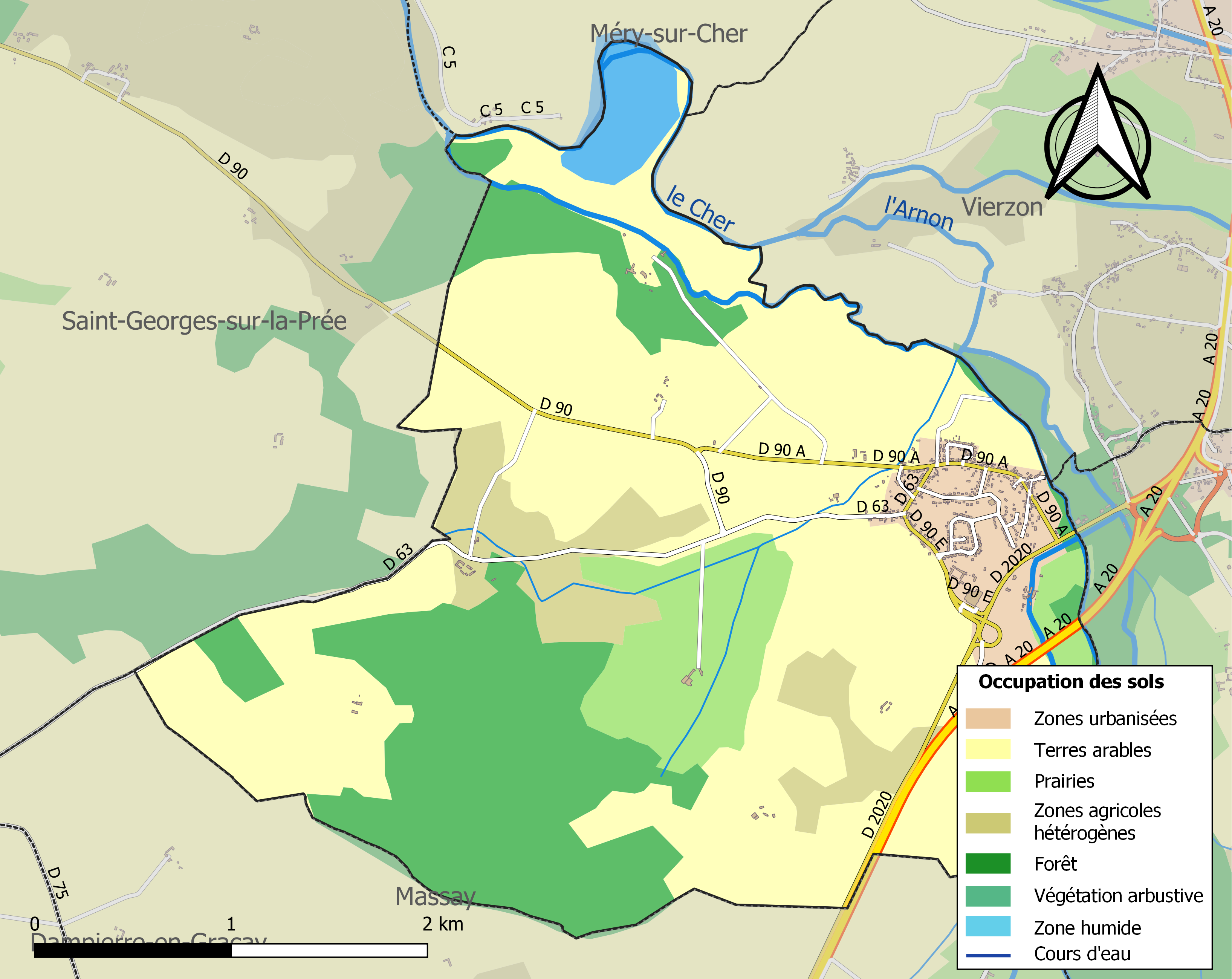
Carte des infrastructures et de l'occupation des sols de la commune en 2018 (CLC).

L'occupation des sols de la commune, telle qu'elle ressort de la base de données européenne d’occupation biophysique des sols Corine Land Cover (CLC), est marquée par l'importance des territoires agricoles (70,8 % en 2018), en diminution par rapport à 1990 (76 %). La répartition détaillée en 2018 est la suivante : 
terres arables (53,5 %), forêts (21,9 %), prairies (9,7 %), zones agricoles hétérogènes (7,6 %), zones urbanisées (5,3 %), eaux continentales (2 %).
L'évolution de l’occupation des sols de la commune et de ses infrastructures peut être observée sur les différentes représentations cartographiques du territoire : la carte de Cassini (XVIIIe siècle), la carte d'état-major (1820-1866) et les cartes ou photos aériennes de l'IGN pour la période actuelle (1950 à aujourd'hui).

### Habitat et logement
En 2020, le nombre total de logements dans la commune était de 303, alors qu'il était de 310 en 2015 et de 308 en 2010.
Parmi ces logements, 89,4 % étaient des résidences principales, 3 % des résidences secondaires et 7,6 % des logements vacants. Ces logements étaient pour 99,3 % d'entre eux des maisons individuelles et pour 0 % des appartements.
Le tableau ci-dessous présente la typologie des logements à Saint-Hilaire-de-Court en 2020 en comparaison avec celle du Cher et de la France entière. Une caractéristique marquante du parc de logements est ainsi une proportion de résidences secondaires et logements occasionnels (3 %) inférieure à celle du département (7,6 %) et à celle de la France entière (9,7 %). Concernant le statut d'occupation de ces logements, 81,9 % des habitants de la commune sont propriétaires de leur logement (83 % en 2015), contre 67,1 % pour le Cher et 57,5 pour la France entière.
| Typologie                                               | Saint-Hilaire-de-Court | Cher | France entière |
| ------------------------------------------------------- | ---------------------- | ---- | -------------- |
| Résidences principales (en %)                           | 89,4                   | 79,5 | 82,1           |
| Résidences secondaires et logements occasionnels (en %) | 3                      | 7,6  | 9,7            |
| Logements vacants (en %)                                | 7,6                    | 12,9 | 8,2            |

### Risques naturels et technologiques
Le territoire de la commune de Saint-Hilaire-de-Court est vulnérable à différents aléas naturels : météorologiques (tempête, orage, neige, grand froid, canicule ou sécheresse), inondations, mouvements de terrains et séisme (sismicité faible). Il est également exposé à un risque technologique, le transport de matières dangereuses. Un site publié par le BRGM permet d'évaluer simplement et rapidement les risques d'un bien localisé soit par son adresse soit par le numéro de sa parcelle.

#### Risques naturels
Certaines parties du territoire communal sont susceptibles d’être affectées par le risque d’inondation par débordement de cours d'eau, notamment l'Arnon, le Cher et La commune a été reconnue en état de catastrophe naturelle au titre des dommages causés par les inondations et coulées de boue survenues en 1982, 1993, 1994, 1997, 1999, 2001, 2008 et 2016,.

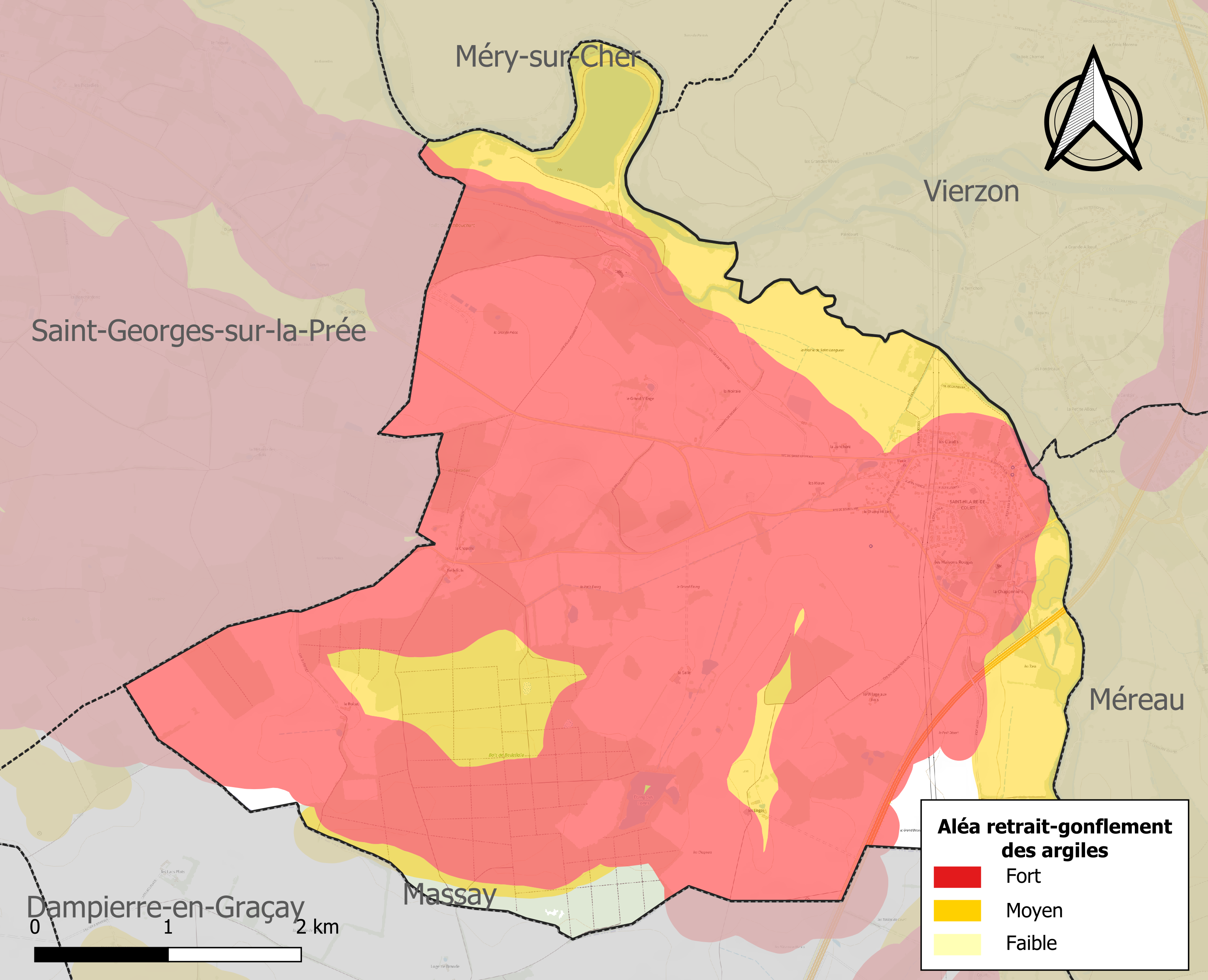
Carte des zones d'aléa retrait-gonflement des sols argileux de Saint-Hilaire-de-Court.

La commune est vulnérable au risque de mouvements de terrains constitué principalement du retrait-gonflement des sols argileux. Cet aléa est susceptible d'engendrer des dommages importants aux bâtiments en cas d’alternance de périodes de sécheresse et de pluie. 96,4 % de la superficie communale est en aléa moyen ou fort (90 % au niveau départemental et 48,5 % au niveau national). Sur les 306 bâtiments dénombrés sur la commune en 2019, 306 sont en aléa moyen ou fort, soit 100 %, à comparer aux 83 % au niveau départemental et 54 % au niveau national. Une cartographie de l'exposition du territoire national au retrait gonflement des sols argileux est disponible sur le site du BRGM,.
Concernant les mouvements de terrains, la commune a été reconnue en état de catastrophe naturelle au titre des dommages causés par la sécheresse en 1989, 1991 et 2018 et par des mouvements de terrain en 1999.

#### Risques technologiques
Le risque de transport de matières dangereuses sur la commune est lié à sa traversée par des infrastructures routières ou ferroviaires importantes ou la présence d'une canalisation de transport d'hydrocarbures. Un accident se produisant sur de telles infrastructures est en effet susceptible d’avoir des effets graves au bâti ou aux personnes jusqu’à 350 m, selon la nature du matériau transporté. Des dispositions d’urbanisme peuvent être préconisées en conséquence.

## Histoire

### Seconde Guerre mondiale

#### Bataille de Saint-Hilaire-de-Court. 30-31 août 1944
Dans la nuit du 30 au 31 août 1944, remontant de Limoges par la route nationale 20, une colonne de la SS-Panzer-Division Das Reich est attaquée par les Francs-tireurs et partisans. Le 31 août, 300 maquisards sont aux prises avec 2 000 soldats allemands. Lorsque les FTP se retirent, les hommes de la SS-Panzer-Division Das Reich s’acharnent sur les maisons du bourg et sur les exploitations agricoles du voisinage,.

## Politique et administration

### Rattachements administratifs et électoraux
La commune se trouve dans le département du Cher et, depuis 1984, dans l'arrondissement de Vierzon. Pour l'élection des députés, elle fait partie depuis 1988 de la deuxième circonscription du Cher.
la commune faisait partie de 1801 à 1973 du canton de Vierzon, année où celui-ci est scindé et la commune rattachée| au canton de Vierzon-2. Dans le cadre du redécoupage cantonal de 2014 en France, ce canton, dont fait toujours partie la commune, est modifié.

### Intercommunalité
La commune est devenue membre en 2000 de la communauté de communes de Graçay Saint-Outrille créée fin 1993, et qui a alors pris la dénomination de communauté de communes des Vallées vertes du Cher Ouest.
Cette intercommunalité fusionne avec la communauté de communes Vierzon Pays des Cinq rivières, la nouvelle intercommunalité créée le 1er janvier 2013 portant le nom de communauté de communes Vierzon Sologne Berry.
Le 1er janvier 2020, celle-ci a fusionné avec la communauté de communes les Villages de la Forêt pour former la communauté de communes Vierzon-Sologne-Berry et Villages de la Forêt, dont la commune est désormais membre.

### Liste des maires
| Période                                  | Période                        | Identité             | Étiquette | Qualité                                                        |
| ---------------------------------------- | ------------------------------ | -------------------- | --------- | -------------------------------------------------------------- |
| Les données manquantes sont à compléter. |                                |                      |           |                                                                |
|                                          |                                |                      |           |                                                                |
| avant 1835                               |                                | M. Lambert           |           | Conseiller général                                             |
|                                          |                                |                      |           |                                                                |
| mars 1989                                | mars 2008                      | Alain Rousseau       | PCF       |                                                                |
| mars 2008                                | 2014                           | Jean-Claude Touzelet | PCF       |                                                                |
| 2014                                     | En cours (au 5 septembre 2023) | Stéphane Rousseau    | PCF       | cadre de direction territorial Réélu pour le mandat 2020-2026, |

## Population et société

### Démographie
L'évolution du nombre d'habitants est connue à travers les recensements de la population effectués dans la commune depuis 1793. Pour les communes de moins de 10 000 habitants, une enquête de recensement portant sur toute la population est réalisée tous les cinq ans, les populations de référence des années intermédiaires étant quant à elles estimées par interpolation ou extrapolation. Pour la commune, le premier recensement exhaustif entrant dans le cadre du nouveau dispositif a été réalisé en 2005.

En 2022, la commune comptait 595 habitants, en évolution de −1,65 % par rapport à 2016 (Cher : −2,48 %, France hors Mayotte : +2,11 %).
| 1793 | 1800 | 1806 | 1821 | 1831 | 1836 | 1841 | 1846 | 1851 |
| ---- | ---- | ---- | ---- | ---- | ---- | ---- | ---- | ---- |
| 258  | 315  | 259  | 250  | 291  | 293  | 287  | 312  | 289  |

| 1856 | 1861 | 1866 | 1872 | 1876 | 1881 | 1886 | 1891 | 1896 |
| ---- | ---- | ---- | ---- | ---- | ---- | ---- | ---- | ---- |
| 291  | 301  | 294  | 286  | 289  | 302  | 334  | 292  | 297  |

| 1901 | 1906 | 1911 | 1921 | 1926 | 1931 | 1936 | 1946 | 1954 |
| ---- | ---- | ---- | ---- | ---- | ---- | ---- | ---- | ---- |
| 320  | 322  | 322  | 321  | 334  | 357  | 311  | 324  | 334  |

| 1962 | 1968 | 1975 | 1982 | 1990 | 1999 | 2005 | 2006 | 2010 |
| ---- | ---- | ---- | ---- | ---- | ---- | ---- | ---- | ---- |
| 270  | 265  | 308  | 668  | 794  | 735  | 731  | 731  | 670  |

| 2015 | 2020 | 2022 | - | - | - | - | - | - |
| ---- | ---- | ---- | - | - | - | - | - | - |
| 613  | 593  | 595  | - | - | - | - | - | - |

## Culture locale et patrimoine

### Lieux et monuments
- Église Saint-Hilaire, moderne.
- Château de la Chaponnière
- Château de la Beuvrière